# Cylindrophyllum
A Cylindrophyllum a szegfűvirágúak (Caryophyllales) rendjébe, ezen belül a kristályvirágfélék (Aizoaceae) családjába tartozó nemzetség.

## Előfordulásuk
A Cylindrophyllum-fajok természetes előfordulási területe kizárólag a Dél-afrikai Köztársaságban található meg.

## Rendszerezés
A nemzetségbe az alábbi 5 faj tartozik:
- Cylindrophyllum calamiforme (L.) Schwantes - típusfaj
- Cylindrophyllum comptonii L.Bolus
- Cylindrophyllum hallii L.Bolus
- Cylindrophyllum obsubulatum (Haw.) Schwantes
- Cylindrophyllum tugwelliae L.Bolus